# Oryx (ウェブサイト)
OryxまたはOryxspioenkopは、オランダのオープン・ソース・インテリジェンス(OSINT)防衛分析ウェブサイトであり、戦争研究グループである。シュテイン・ミッツァーとヨースト・オリマンスによって運営されている。2人は以前、オランダを拠点とするベリングキャットで働いていた。オリマンスは英国のオープンソース軍事情報会社であるJanes Information Servicesで働いていたこともある。

## 歴史
Oryxは2013年に開設され、当初はシリアに焦点を当てていたほか、ミッツァーとオリマンスは朝鮮人民軍に関する2冊の本も書いている。Oryxによると、spionkop(アフリカーンス語で「スパイの丘」の意味)という用語は「世界中で展開されている出来事を見ることができる場所」を指す。
このブログは2022年ロシアのウクライナ侵攻時の活動を通じて国際的に有名になり、視覚的証拠とソーシャルメディアからのオープンソース情報に基づいて物的損失を数え、追跡している。またCNN、BBC、NHKなどの主要メディアやイギリス国防省で信用できる情報源としてたびたび引用されている。フォーブスはOryxを「これまでの紛争で最も信頼できる情報源」と呼び、そのサービスを「傑出している」と言っている。視覚的に確認された損失のみを報告しているため、フォーブスはOryxの機器損失の集計が損失推定の絶対的な最小ベースラインを形成していると主張した。
2023年6月、デヴィッド・ペトレイアス元大将はOryxを次のように賞賛した:「オープンソースメディアとインテリジェンスの時代には、例えば完全に確認され、検証された戦車や歩兵戦闘車の破壊を実際に追跡するウェブサイトがある。(中略)これは写真とメタデータによって確認されているので、二重カウントされないようになっている。」
2023年6月19日、Oryxはブログが2023年10月1日に終了すると発表した。Twitterに投稿された声明の中で、Oryxは、ブログは10年前に暇つぶしで作成されたものであり、「私たちの自由な時間に」無報酬で行われたこのプロジェクトは、「すべてを消費するプロジェクト」になり、何の仕事ももたらさず、「私をもはや幸せにしない」と説明した。後に続く声明の中で、Oryxは、ウクライナ侵攻における損失をカバーするリストは長年の寄稿者であるJakub JanovskyとOSINTグループWarSpottingによって戦争が終わるまで更新され続けることを明らかにした。